# 貝內 (法國)
贝内（法語：Besné，法語發音：[bɛne] ⓘ）是法国大西洋卢瓦尔省的一个市镇，位于该省西部偏北，属于圣纳泽尔区。

## 地理
贝内面积，位于法国卢瓦尔河地区大区大西洋卢瓦尔省，该省份为法国西北部沿海省份，位于布列塔尼半岛东南部，北起伊勒-维莱讷省，西北接莫尔比昂省，西临大西洋，南至旺代省，东临曼恩-卢瓦尔省。
与贝内接壤的市镇（或旧市镇、城区）包括：。
贝内的时区为UTC+01:00、UTC+02:00（夏令时）。

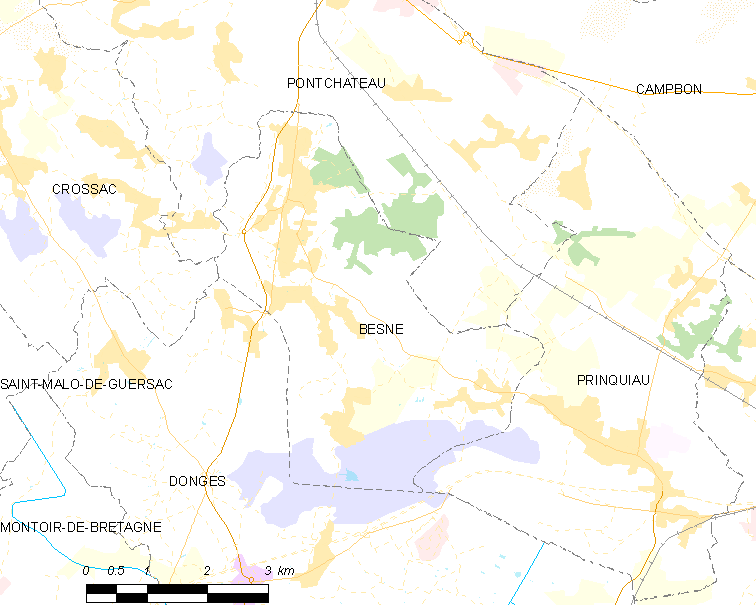
贝内的OSM定位图

## 行政
贝内的邮政编码为，INSEE市镇编码为。

## 政治
贝内所属的省级选区为。

## 交通
大西洋卢瓦尔省省道D204线和D773线在境内交汇。

## 人口

1962-2008年间贝内人口变化图示

贝内于时的人口数量为人。